# Robley Winfrey
Robley Winfrey (fl. XX secolo) è stato un ingegnere statunitense che lavorava presso la società Iowa Engineering negli anni '30.

## Opere
Winfrey raccolse i dati relativi alle date di installazione e di ritiro di 176 tipi di macchinari utilizzati in vari settori produttivi (gas, elettricità, acqua, ferrovie, telegrafi e telefoni, agricoltura, automobili, pavimentazioni stradali) dalle maggiori società del suo tempo e da aziende comunali, costruendo 176 funzioni di eliminazione (andamento della percentuale dei ritiri per guasti nel corso della vita utile) e ricavando da esse 18 curve-tipo, diverse tra loro per simmetria e curtosi.
Le sue curve sono tuttora utilizzate in vari paesi per la stima dello stock di capitale secondo il metodo dell'inventario permanente. Si usano soprattutto le curve simmetriche, che sono del tipo:
dove:
- {\displaystyle y_{t}} è il valore del tasso di eliminazione al tempo {\displaystyle t}, espresso come percentuale della vita utile media;
- {\displaystyle y_{o}} è il tasso di eliminazione modale;
- {\displaystyle a} e {\displaystyle m} sono parametri, variabili rispettivamente da 7 a 10 e da 0,7 a 40, che determinano la curtosi della curva.